# Hudson Super Six
Der Hudson Super Six bezeichnet eine Serie von Sechszylinder-Automobilen, die die Hudson Motor Car Co. in Detroit in den Modelljahren 1917 bis 1928 fertigte. Im Jahre 1933 lebte der Modellname für ein Jahr wieder auf. Auch in den Jahren 1940 und 1942 gab es wieder einen Super Six. Auch nach dem Zweiten Weltkrieg wurde in den Jahren 1946 bis 1951 nochmals ein Modell dieses Namens gefertigt. Im letzten Produktionsjahr hieß der Wagen Hudson Super Custom Six.

## 1917–1928

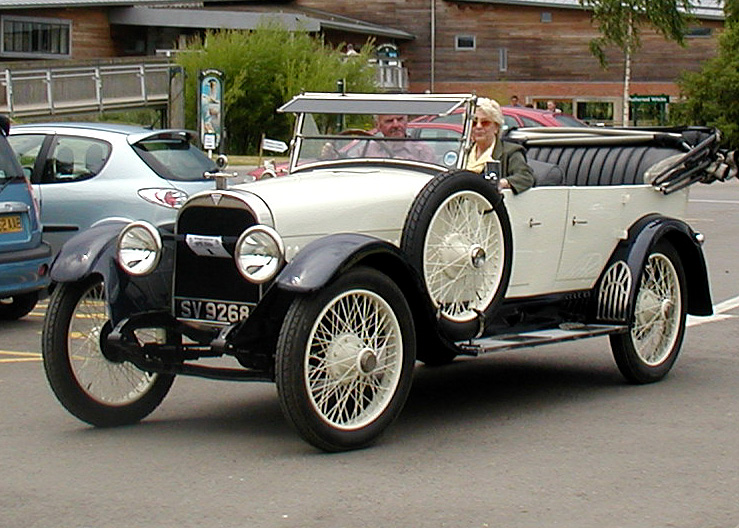
Hudson Super Six Phaeton Serie J (1917)

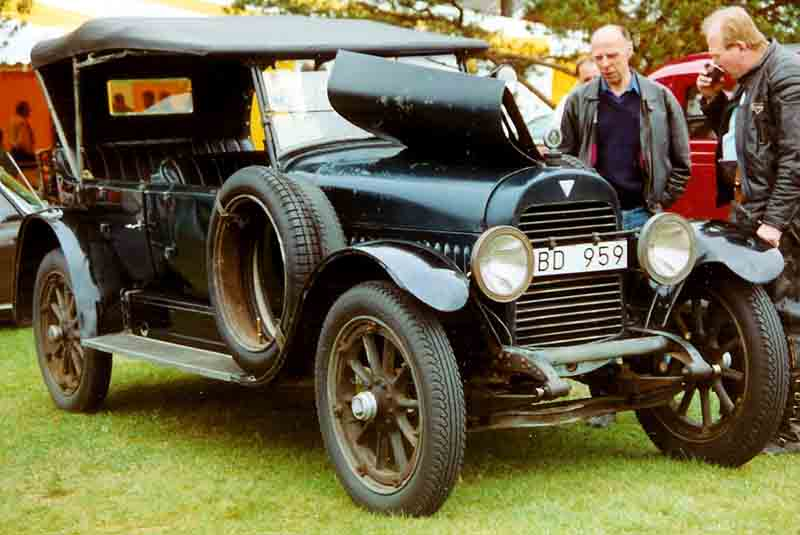
Hudson Super Six Phaeton Serie M (1918)

Der Super Six des Modelljahres 1917 wurde im Januar 1916 eingeführt und ersetzte die kurzlebigen Modelle Six-40 und Six-54, deren G-Serie als 1916er-Modelle nur von Juli bis Dezember 1915 hergestellt wurden. Dieses Fahrzeug hatte einen Reihen-Sechszylindermotor mit 4.736 cm³ Hubraum (Bohrung × Hub: 88,9 mm × 127 mm) und einer Leistung von 76 bhp (56 kW) bei 2.450/min. Über eine korkbelegte Ölbad-Kupplung wurde die Motorkraft an ein Dreiganggetriebe und dann an die Hinterräder weitergeleitet. Die mechanischen Bremsen wirkten auf die Hinterräder.
Das Fahrgestell hatte einen Radstand von 3.188 mm und konnte mit verschiedenen, meist viertürigen Aufbauten versehen werden. Aber es gab auch ein zweitüriges Cabriolet.
Die H- (1916) und J- (1917) Serien wurden 1918 von der fast unveränderten M-Serie ersetzt. Auch die O-Serie der Jahre 1919 und 1920 zeigte sich ohne große Änderungen. 1921 wurde die Bedienung des Wagens an noch heute übliche Schemata angepasst: Das Gaspedal, das bis dahin zwischen Kupplungs- und Bremspedal lag, wanderte auf die bekannte Position rechts außen. Die Mittelschaltung arbeitete nun nach dem üblichen H-Schema. Ab 1922 waren neben den Werkskarosserien auch Limousinen von Biddle & Smart erhältlich. 1924 wurde der Radstand um 2" auf 3.239 mm verlängert. In dieser Ausführung wurde der Wagen bis 1926 weitergebaut. Biddle & Smart lieferte in diesem Jahr mehr als die Hälfte der Karosserien.
Erst 1927 wurde die Konstruktion gründlich überarbeitet: Der nun gegengesteuerte Motor lieferte bei unverändertem Hubraum 92 bhp (67,7 kW) bei 3.200/min. Die nasse Mehrscheibenkupplung wurde durch eine Einscheibentrockenkupplung ersetzt. Es gab zwei Fahrgestelle mit 2.997 mm oder 3.235 mm Radstand. Die mechanischen Bremsen wirkten auf alle vier Räder. Die neuen Wagen der Modellreihe S (kurzer Radstand) erreichten Geschwindigkeiten bis zu 100 mph (161 km/h). Barney Oldfield erzielte mit einem Hudson Super Six beim 1000-Meilen-Rennen in Culver City 1927 eine Durchschnittsgeschwindigkeit von mehr als 120 km/h. Hudson betrieb nun auch ein eigenes Karosseriewerk in Detroit und war weniger auf Zulieferer angewiesen.
Auch 1928 wurden die Modellreihen O und S weitergebaut, beim S mit leicht verlängertem Radstand von 3.010 mm. Die Wagen verkauften sich gut, waren aber nach fast 12 Jahren ohne tiefgreifende Änderungen doch etwas überholt.
Im Folgejahr ersetzte das neue Modell Greater Hudson den Super Six, von dem insgesamt 524.919 Exemplare entstanden waren. 1925 war dabei mit 109.840 Stück das beste Verkaufsjahr.

## 1933
Hudson stellte seit 1930 unter eigenem Namen keine Sechszylindermodelle mehr her. Bei der Konzernmarke Essex aber entstand der Pacemaker. Im Modelljahr 1933 wurde von diesem Wagen unter dem Traditionsnamen Super Six auch eine Variante mit dem Hudson-Emblem angeboten.
Der Wagen der Serie E hatte einen Reihensechszylindermotor mit 3.164 cm³ Hubraum (Bohrung × Hub: 74,6 mm × 120,7 mm), der 73 bhp (54 kW) bei 3.200/min leistete. Wahlweise gab es diesen Motor auch mit 80 bhp (59 kW) Leistung. Das Fahrgestell hatte einen Radstand von 2.870 mm und konnte mit verschiedenen Aufbauten mit zwei oder vier Türen versehen werden. Freilauf und verstellbare Lenksäule gehörten zur Standardausstattung.
1934 bot Hudson wieder nur Achtzylindermodelle an; erst 1935 gab es mit dem Hudson Big Six wieder ein Sechszylindermodell.

## 1940–1951
1940 gab es wieder einen Hudson Super Six zusammen mit anderen Sechszylinderwagen, dem Traveller Six und dem DeLuxe Six.
Der Wagen hatte immer noch einen Reihensechszylindermotor mit seitlich stehenden Ventilen, nun aber mit 3.474 cm³ Hubraum (Bohrung × Hub: 76,2 mm × 127 mm) und einer Leistung von 102 bhp (75 kW) bei 4.000/min. Über eine Einscheiben-Ölbadkupplung wurde die Motorkraft an ein Dreiganggetriebe (mit Lenkradschaltung) und dann an die Hinterräder weitergeleitet. Die hydraulischen Bremsen wirkten auf alle vier einzeln aufgehängten Räder.
Das einzig verfügbare Fahrgestell hatte einen Radstand von 2.997 mm. Es war mit unterschiedlichsten Aufbauten, meist mit zwei Türen, erhältlich. Es gab aber auch eine viertürige Limousine mit 6 Sitzen.
Im Folgejahr wurden alle Hudson grundlegend überarbeitet: Der Radstand wuchs um 3″ auf 3.073 mm und die Karosserien wurden um 50 mm niedriger. Mit ähnlicher Karosserie entstand auch der Commodore. In dieser Ausführung wurde das Modell bis Februar 1942 weitergebaut. Danach war die Herstellung von PKWs wegen der Einschränkungen durch den Krieg nicht mehr möglich.

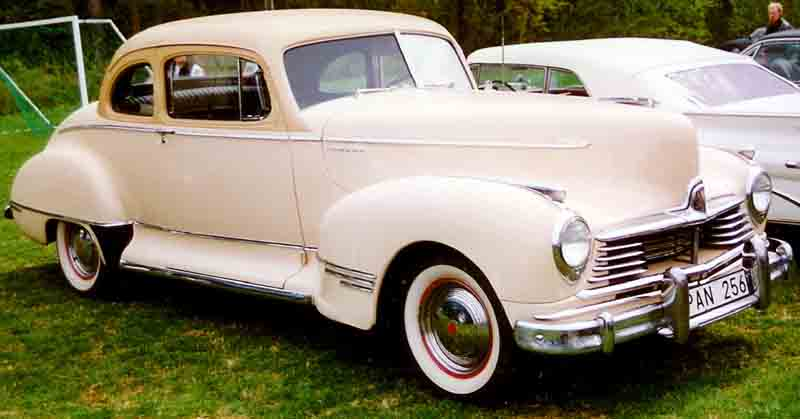
Hudson Super Six Coupé Serie 171 (1947)

1946 wurde die Produktion wieder aufgenommen. Einzige Änderung war ein neuer Kühlergrill. Auch im Folgejahr gab es keine Änderungen.
1948 erschien ein komplett neues, stromlinienförmiges Modell mit flacherer Motorhaube und im „Step-Down“-Design. (Man stieg nicht mehr auf den Wagen auf, sondern hinunter, da der Fußraum nun zwischen die Längsträger eingelassen war.) Die Wagen hatten einen um 3″ verlängerten Radstand (3.150 mm) und abgedeckte hintere Radausschnitte. Dadurch entstand der Eindruck einer umgedrehten Badewanne. Es gab auch einen neuen Motor, ebenfalls ein Reihensechszylinder mit seitlich stehenden Ventilen, 4.293 cm³ Hubraum (Bohrung × Hub: 90,5 mm × 111,1 mm), der 121 bhp (89 kW) bei 4.000/min leistete.
1950 wurde die Leistung des Motors auf 123 bhp (90,4 kW) erhöht und das Modell ansonsten unverändert weitergebaut.
1951 erhielten alle Hudson einen neuen Kühlergrill mit mehr Chrom und oben abgerundeter Form. Der Radstand schrumpfte um 1/8″ auf 3.146 mm. Alle Modellbezeichnungen erhielten den Zusatz „Custom“; so beendete der Super Six sein letztes Jahr als Super Custom Six.
Im Folgejahr entfiel der Super Six zugunsten des bereits seit 1941 parallel gefertigten Hudson Commodore Six.